# Route d'Occitanie
Route d'Occitanie (indtil 2017 kendt som Route du Sud) er et fransk etapeløb i landevejscykling som arrangeres hvert år i juni. Løbet er blevet arrangeret siden 1977. Løbet er af UCI klassificeret med 2.1 og er en del af UCI Europe Tour.

## Vindere
| År                 | Vinder                    | Toer                     | Treer                    |        |
| ------------------ | ------------------------- | ------------------------ | ------------------------ | ------ |
| Tour du Tarn       |                           |                          |                          |        |
| 1977               | Jacques Esclassan         | Bernard Hinault          | Jean-Pierre Danguillaume |        |
| 1978               | Pierre-Raymond Villemiane | Roger Legeay             | Dominique Sanders        |        |
| 1979               | Yvon Bertin               | Jacques Bossis           | Bernard Hinault          |        |
| 1980               | Gilbert Duclos-Lassalle   | Patrick Bonnet           | Patrick Friou            |        |
| 1981               | Jean-René Bernaudeau      | Marc Madiot              | Greg LeMond              |        |
| Tour Midi-Pyrénées |                           |                          |                          |        |
| 1982               | Francesco Moser           | Jean-René Bernaudeau     | Michel Laurent           |        |
| 1983               | Gilbert Duclos-Lassalle   | Charly Mottet            | Stephen Roche            |        |
| 1984               | Pascal Simon              | Michel Laurent           | Edgar Corredor           |        |
| 1985               | Stephen Roche             | Laurent Fignon           | Frédéric Vichot          |        |
| 1986               | Niki Rüttimann            | Charly Mottet            | Claude Criquielion       |        |
| 1987               | Régis Clère               | Éric Boyer               | Yvon Madiot              |        |
| Route du Sud       |                           |                          |                          |        |
| 1988               | Ronan Pensec              | Gilbert Duclos-Lassalle  | Robert Millar            |        |
| 1989               | Gilbert Duclos-Lassalle   | Éric Boyer               | Jesús Montoya            |        |
| 1990               | Yves Bonnamour            | Frédéric Vichot          | Luc Suykerbuyk           |        |
| 1991               | Laurent Dufaux            | Philippe Louviot         | Carlos Galarreta         |        |
| 1992               | Artūras Kasputis          | Fabian Jeker             | Laurent Biondi           |        |
| 1993               | Éric Boyer                | Laurent Brochard         | Eric Van Lancker         |        |
| 1994               | Álvaro Mejía Castrillón   | Richard Virenque         | Charly Mottet            |        |
| 1995               | Laurent Dufaux            | Carmelo Miranda González | Laurent Madouas          |        |
| 1996               | Laurent Jalabert          | Giuseppe Guerini         | Joona Laukka             |        |
| 1997               | Patrick Jonker            | Massimo Donati           | François Simon           |        |
| 1998               | Armand de Las Cuevas      | Michael Boogerd          | Santiago Blanco Gil      |        |
| 1999               | Jonathan Vaughters        | Patrick Jonker           | Mario Aerts              |        |
| 2000               | Tomasz Brożyna            | Francisco Mancebo        | Patrice Halgand          |        |
| 2001               | Andrej Kiviljov           | Jens Voigt               | Raimondas Rumšas         |        |
| 2002               | Levi Leipheimer           | Aitor Kintana Zárate     | Andrej Kiviljov          |        |
| 2003               | Michael Rogers            | Pietro Caucchioli        | Nicolas Vogondy          |        |
| 2004               | Bradley McGee             | Sandy Casar              | Torsten Hiekmann         |        |
| 2005               | Sandy Casar               | Przemysław Niemiec       | Benoît Salmon            |        |
| 2006               | Thomas Voeckler           | Pierrick Fédrigo         | Julien Mazet             |        |
| 2007               | Óscar Sevilla             | Massimo Giunti           | Markus Eibegger          |        |
| 2008               | Daniel Martin             | Christophe Moreau        | Luca Pierfelici          |        |
| 2009               | Przemysław Niemiec        | Julien Loubet            | Giampaolo Caruso         |        |
| 2010               | David Moncoutié           | Alexandre Geniez         | Fortunato Baliani        |        |
| 2011               | Vasil Kiryjenka           | Davide Rebellin          | Peter Kennaugh           |        |
| 2012               | Nairo Quintana            | Hubert Dupont            | Anthony Charteau         |        |
| 2013               | Thomas Voeckler           | Franco Pellizotti        | John Gadret              |        |
| 2014               | Nicolas Roche             | Alejandro Valverde       | Michael Rogers           |        |
| 2015               | Alberto Contador          | Nairo Quintana           | Pierre Latour            |        |
| 2016               | Nairo Quintana            | Marc Soler               | Nicolas Edet             |        |
| 2017               | Silvan Dillier            | Richard Carapaz          | Kenny Elissonde          |        |
| Route d'Occitanie  |                           |                          |                          |        |
| 2018               | Alejandro Valverde        | Daniel Navarro           | Kenny Elissonde          |        |
| 2019               | Alejandro Valverde        | Iván Sosa                | Rigoberto Urán           |        |
| 2020               | Egan Bernal               | Pavel Sivakov            | Aleksandr Vlasov         |        |
| 2021               | Antonio Pedrero           | Jesús Herrada            | Óscar Rodríguez          |        |
| 2022               | Michael Woods             | Carlos Rodríguez         | Jesús Herrada            |        |
| 2023               | Michael Woods             | Cristián Rodríguez       | Georg Steinhauser        |        |
| 2024               | aflyst                    | aflyst                   | aflyst                   | aflyst |
| 2025               |                           |                          |                          |        |